# 50度線

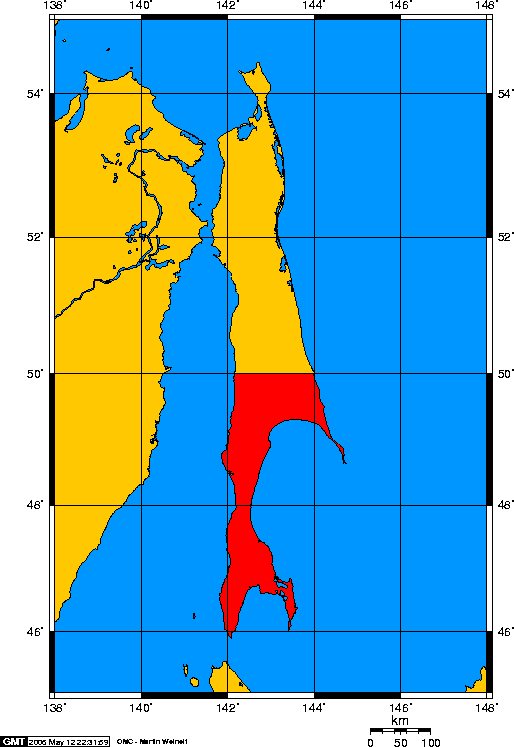
北緯50度線

50度線，是南緯和北緯都有的一條緯線。在此介紹的是歷史上庫頁島（日本稱樺太）在被劃分南北、由日俄兩國分別統治時以此所畫的國界。
第二次世界大戰後，庫頁島全境被蘇聯所佔領；1951年日本簽署舊金山和約放棄對南库页岛之主權，該線正式取消。

## 位置
- 極東端 （鄂霍次克海沿岸：北緯50度0分0秒，東經143度59分24秒）
- 極西端 （間宮海峽面：北緯50度0分0秒，東經142度9分16.25秒）

## 國界標石

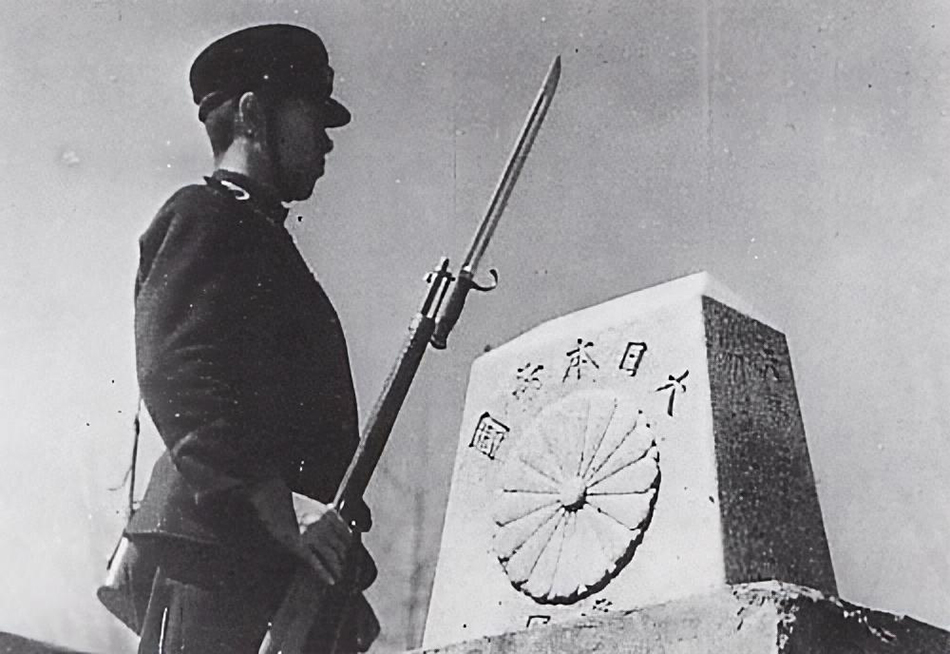
在50度線附近巡邏的日本邊防軍

- 日俄戰爭後的1905年，雙方簽訂《樸茨茅斯和約》，條約中規定俄羅斯必須將北緯50度以南的庫頁島領土讓予日本；從1906年開始至1908年間以天文測量的方式進行兩國間的國界劃定。東起鄂霍次克海向西延伸到間宮海峽，全長130公里。沿途設有四座天測境界標、17個中間標石及19根木標。

- 標石高64公分，正面寬30至50公分、側面寬18至30公分，形狀類似日本象棋。碑的面對日境一面刻有菊花紋章及「大日本帝國」、「境界」的文字；另一面則是俄羅斯帝國的雙頭鷹徽章和舊西里爾字母的「俄羅斯（РОССiЯ）、1906、（俄文「國界」之意）的字樣」；側面則是「天第1一～四號　明治三十九年」(1906年)，另一側面還有（　天測）的刻字。[1]

## 外部連結
- 库页岛（桦太岛）：日本人的痛苦记忆与怀念_